# ابن سقلاب
موفق الدين بن يعقوب بن سقلاب المشرقي الملكي، طبيب نصراني من سكان القدس.

## حياته وعلمه
كان أعلم أهل زمانه بكتب جالينوس ومعرفتها، ولد في القدس حوالي سنة 556 هجري (1161م) ودرس الطب على علماء عصره فاتصل في القدس بالشيخ ابي منصور النصراني الطبيب، وباشر معه أعمال المعالجة، اتقن اللسان الرومي وقد يكون على معرفة باللاتينية كذلك.
خدم الملك المعظم عيسى بن ابي بكر بن أيوب الذي صار يعتمد عليه في كثير من الاراء الطبية وغيرها. وكان الملك المعظم يستطحبه في اسفاره معه ويكرمه غاية الإكرام.

درس يعقوب بن سقلاب إلى علم الطب، الحكمة أي الفلسفة على رجل يعرف بالفيلسوف الانطاكي، وقد غض القفطي من علم يعقوب، ناسبا اياه إلى النجاح بالاختبار وحسن الخط فقال: (انه لم يكن عالما. وانما كان حسن المعالجة بالتجربة البيمارستانية، ولسعادة كانت له). 
وقد ذهب ابن العبري نفس المذهب في كتابة (تاريخ مختصر الدول) لكن ابن ابي اصيبعة الذي ادركه وتتلمذ له في المعسكر المعظمي، يشهد له بما ينقض كلام القفطي وابن العبري. قال عنه: (انه اعلم أهل زمانه بكتاب جالينوس).

اما براعته في المعالجة الطبية فقد وصفها ابن ابي اصيبعة في (طبقات الاطباء) بقوله: (انها كانت في الغاية من الجودة والنجاح وذلك انه كان يتحقق معرفة المرض اولا تحققا لا مزيد عليه ثم يشرع بمداوته بالقوانين التي ذكرها جالينوس مع تصرفه هو فيما تستعمله في الوقت الحاضر. وكان شديد البحث واستقراء الاعراض فكانت معالجته لا مزيد عليها في الجودة)

وهذا مدح قلما مدح به طبيب، على احاطته بصفات الطبيب كاملة علما وعملا.

## وفاته
بقي ابن سقلاب في خدمة المعظم حتى وفاة الاخير. دخل بعدها في خدمة ابنه الناصر داود إلى وفانه بدمشق سنة 
625هجري (1228م).

## روابط خارجية
عيون الأنباء في طبقات الأطباء